# Hermies
 Hermies  es una población y comuna francesa, situada en la región de Norte-Paso de Calais, departamento de Paso de Calais, en el distrito de Arras y cantón de Bertincourt.

## Demografía
| 1360 | 1287 | 1263 | 1189 | 1138 | 1130 |
| Para los censos de 1962 a 1999 la población legal corresponde a la población sin duplicidades (Fuente: INSEE [Consultar]) |      |      |      |      |      |

Es la comuna más poblada del cantón.